# Серии Оцеляване (2002)
Сериите Оцеляване (на английски: Survivor Series) е шестнадесетото годишно pay-per-view събитие от поредицата Серии Оцеляване, продуцирано от Световната федерация по кеч (WWE). Провежда се на 17 ноември 2002 г. в Медисън Скуеър Гардън, Ню Йорк.

## Обща информация
Главният мач от Първична сила е първият по рода си мач в елиминационна клетка за Световната титла в тежка категория, включващ действащия шампион Трите Хикса, Шон Майкълс, Крис Джерико, Букър Ти, Роб Ван Дам и Кейн. Майкълс печели мача, след като последно елиминира Трите Хикса, туширайки го след Музика под брадичката. Главен мач за Разбиване е Брок Леснар срещу Грамадата за Титлата на WWE, който Грамадата печели след предателството на Пол Хеймън към Леснар. Това е второто събитие от Сериите Оцеляване, което не включва елиминационни мачове, като първото е през 1998 г., а третото през 2011 г.

## Резултати
| №                                         | Резултати                                                                                                  | Правила                                                          | Време |
| ----------------------------------------- | --- | ---------------------------------------------------------------- | ----- |
| 1                                         | Дъдли бойз (Бъба Рей Дъдли и Спайк Дъдли) и Джеф Харди побеждават 3-Minute Warning (Джамал и Роузи) и Рико | Елиминационен мач с маси                                         | 14:22 |
| 2                                         | Били Кидман поб. Джейми Ноубъл (ш) (с Нидия)                                                               | Индивидуален мач за Титлата в полутежка категория на WWE         | 7:29  |
| 3                                         | Виктория поб. Триш Стратъс (ш)                                                                             | Хардкор мач за Титлата при жените на WWE                         | 7:01  |
| 4                                         | Грамадата поб. Брок Леснар (ш) (с Пол Хеймън)                                                              | Индивидуален мач за Титлата на WWE                               | 4:18  |
| 5                                         | Лос Герерос (Еди Гереро и Чаво Гереро) поб. Острието и Рей Мистерио (ш) и Кърт Енгъл и Крис Беноа          | Елиминационен мач тройна заплаха за Отборните титли на WWE       | 19:25 |
| 6                                         | Шон Майкълс поб. Трите Хикса (ш) (с Рик Флеър), Крис Джерико, Букър Ти, Роб Ван Дам и Кейн                 | Мач в Елиминационна клетка за Световната титла в тежка категория | 39:19 |
| - (ш) – указва шампиона/шампионите в мача | |                                                                  |       |